# Philipp Schubert
Philipp Schubert (* 16. November 1897 in Weidenhausen, Kreis Biedenkopf; † 5. Januar 1965 in Hermannstein) war ein deutscher Politiker (SPD).

## Leben
Philipp Schubert kam als junger Mann aus Weidenhausen nach Hermannstein und arbeitete in der Wetzlarer Stahlindustrie als Former.

## Politik
Philipp Schubert gehörte seit dem Jahr 1919 der Gewerkschaft an und war seit 1922 Mitglied der SPD.
Im Jahr 1924 wurde er in das Hermannsteiner Gemeindeparlament und 1930 zum ehrenamtlichen Bürgermeister gewählt.
Wegen seiner politischen Überzeugungen stand Schubert nach der „Machtergreifung“ der Nationalsozialisten unter besonderer Beobachtung von SA und NSDAP. Am 17. März 1933 schrieb der Sturmführer Friedrich Gaul aus Aßlar an den Reichsminister Göring:

„Die Gemeinde Hermannstein wird von einem Bürgermeister verwaltet der der S.P.D. angehört. Dieser war während seiner Amtszeit stets feindlich gegen die N.S.D.A.P. eingestellt. Im Jahre 1931 bei einer Parteiversammlung in Hermannstein wurden als Sabotage der Versammlung Einrichtungsgegenstände sowie Fensterscheiben des betr. Lokales zertrümmert. Desgleichen hat Bürgermeister Schubert als Ortspolizei damals den Befehl an das Reichsbanner gegeben die S.A. einzukreisen. Ein Jahr später bei einem Durchmarsch der S.A. des Sturmes 2/88 durch Hermannstein hat sich Bürgermeister Schubert derart provozierend benommen, daß es zu einer Schlägerei sowie Schiesserei kam, wobei ein S.A. Mann schwer verletzt wurde. In der Nacht vom 13. auf 14. März wurde die Hakenkreuzflagge vom Rathaus Hermannstein heruntergerissen und gestohlen. Der S.P.D. Bürgermeister Schubert steht im Verdacht der Mitwisserschaft. Ich bitte den Herrn Minister, um Amtsenthebung des S.P.D. Bürgermeister Schubert, denn Ruhe und Ordnung sind gefährdet. Es ist nicht möglich, bis zur Neu-Wahl des Bürgermeisters zu warten, da ich unter diesen Umständen für die Aufrechterhaltung der Ruhe und Ordnung nicht einstehen kann. Es ist auch nicht zu erwarten, dass bei der Neuwahl des Bürgermeisters durch die neugewählte Vertretung ein Bürgerlicher als Bürgermeister gewählt wird, da in Hermannstein bei der letzten Gemeindewahl 5 Bürgerliche, 7 S.P.D. Gemeinderatsmitgliedern gegenüberstehen. Ich bitte den Herrn Minister den Parteigenossen Landwirt Theodor Christoph als Bürgermeister komm. einsetzen zu wollen, da derselbe die Geeignetheit als Bürgermeister besitzt und Ansehen in der Gemeinde geniesst.“

Am 4. April 1933 wurde Schubert aufgrund eines Erlasses des Reichsministers des Innern, Wilhelm Frick, mit sofortiger Wirkung von seinem Amt als Bürgermeister beurlaubt. Die Amtsgeschäfte übernahm der Pächter des Hofgutes Hermannstein, Theodor Christoph, kommissarisch. Dazu schrieb der Landrat von Wetzlar an Schubert:

„Auf Grund des Erlasses des Herrn Ministers des Innern vom 28.3.1933 beurlaube ich Sie hiermit mit sofortiger Wirkung von Ihrem Amt als Bürgermeister und ersuche die Geschäfte an den von mir gleichzeitig ernannten kommissarischen Bürgermeister Herrn Gutspächter Christoph zu ergeben.“

Und an die Kreisleitung der NSDAP:

„Ich mache ergebenst davon Mitteilung, daß Herr Bürgermeister Schubert in Hermannstein von mir mit sofortiger Wirkung beurlaubt ist. Ich habe den Gutspächter des Hofgutes Hermannstein, Herrn Theodor Christoph zum Kommissar bestellt.“

Im April 1945 wurde Schubert wieder ehrenamtlicher und ab 1948 hauptamtlicher Bürgermeister von Hermannstein.
Darüber hinaus kam Schubert im Jahr 1946 in den Kreistag und wurde 1952 Kreistagsvorsitzender.
Vom 9. April 1960 bis zu seinem Tod am 5. Januar 1965 war er Landrat des Kreises Wetzlar.

## Ehrungen
Am 16. November 1966 wurde die Grundschule in Hermannstein „Philipp-Schubert-Schule“ genannt.